# Берушица
Берушица је насељено мјесто у општини Гацко, Република Српска, БиХ. Према попису становништва из 1991. у насељу је живјело 17 становника.

## Становништво
| Демографија | Демографија | Демографија |
| Година      | Становника  | Становника  |
| ----------- | ----------- | ----------- |
| 1948.       | 84          |             |
| 1953.       | 59          |             |
| 1961.       | 88          |             |
| 1971.       | 44          |             |
| 1981.       | 33          |             |
| 1991.       | 17          |             |

## Знамените личности
- Никола Гргур (Берушица код Гацка — послије 1882), вођа српских устаника, сердар гатачки, командант батаљона